# Dörby kyrka
 Dörby kyrka är en kyrkobyggnad i Växjö stift. Den har alltsedan medeltiden varit sockenkyrka i Dörby socken. Nu är den församlingskyrka i Dörby församling. 

## Kyrkobyggnaden

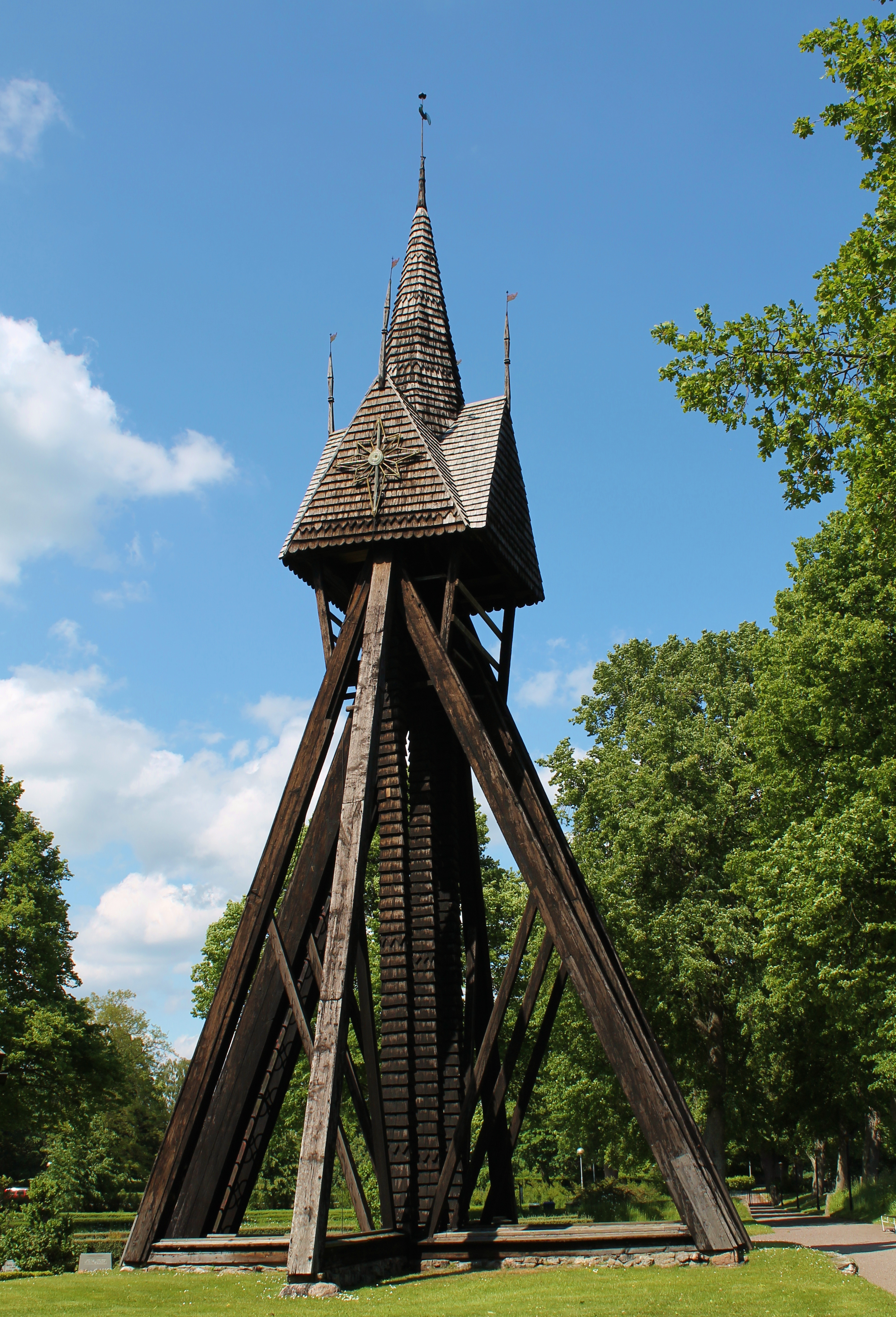
Klocktstapeln - Mörestapel

Den allra tidigaste kyrkan har troligen varit en enkel träkyrka. Under 1200-talets första hälft eller dess  mitt ersattes denna av den nuvarande kyrkobyggnaden med tjocka murar av sandsten. Kyrkan byggdes enligt gammal kristen tradition med koret i öster. Det absidförsedda koret inneslöts i byggnaden så att östväggen blev rak, en egenhet som förekommer i vissa kyrkor. Något torn blev aldrig uppfört. Kyrkan har m.a.o.  alltid varit tornlös. Innertaket bestod av ett kryssvalv. En triumfbåge  avskilde långhuset från korabsiden. Vid kyrkans norra vägg fanns en portal (ännu synlig) men inga fönster. 
Under Kalmarkriget 1611-1612 skövlades och brändes kyrkan, den nybyggda prästgården och troligen även  den nybyggda klockstapeln. Kyrkan  sattes åter istånd efter förödelsen.  1624-1625 byggdes en sakristia på korets norrsida. Enligt  J.H.  Rhezelius  pennteckning av kyrkan från 1634  fanns på södra långhusväggen och koret  små, högt sittande fönster och ett  vapenhus. 
1778-1779 genomgick kyrkan en genomgripande ombyggnad  varvid  kryssvalvet avlägsnades i samband med att koret breddades.  Kyrkorummet försågs med ett plant innertak . Fönster togs upp på norra sidan samt  en dörr på sydsidan i närheten av koret.  1837 genomgick kyrkorummet ytterligare en förändring som förvandlade interiören  till en av   nyklassicistiska drag präglad salkyrka  med  trätunnvalv  över kyrkorummet. 
Kyrkan har senare  genomgått flera restaureringar under 1800-talet och 1900-talet. Senaste restaurering genomfördes i början av 1990-talet. I samband med denna vitkalkades yttermurarna som tidigare varit frilagda från puts. 
Kyrkklockorna har sin plats i en klockstapel som är en s.k. Mörestapel .Klockstapeln är belägen sydöst om koret ,troligen på den plats där en ny stapel restes  i mitten av 1600-talet  som ersättning för den som förstörts. I stapeln hänger Storklockan från 1627,som omgjutits 1715 och 1923 samt Lillklockan vars ålder är okänd omnämns  1659 och har omgjutits 1840. 

## Inventarier
- Medeltida krucifix. Det enda inventarium som finns kvar från medeltidskyrkan på grund av skövlingen 1611-1612.
- Dopfunt av polerad öländsk kalksten från 1600-talet.

- Altartavla utförd 1843 av Sven Gustaf Lindblom i Kalmar. Motiv: Kristi nedertagande från korset. Enligt uppgift en kopia av David von Krafts altartavla i Kalmar domkyrka.

- Altaruppställningen som omger altartavlan består av korintiska kapitäler och med en båge som innesluter symbolerna för tron, hoppet och kärleken. Ovanför är en gyllene strålsol med Guds allseende öga.

- Predikstol i nyklassicistisk stil med uppgång från sakristian.

- Golvur från 1830.

- Sluten bänkinredning.

- Orgelläktare byggd 1657, dekorerad under 1700-talets senare del med motiv av gammaltestamentliga profetgestalter.

## Bildgalleri

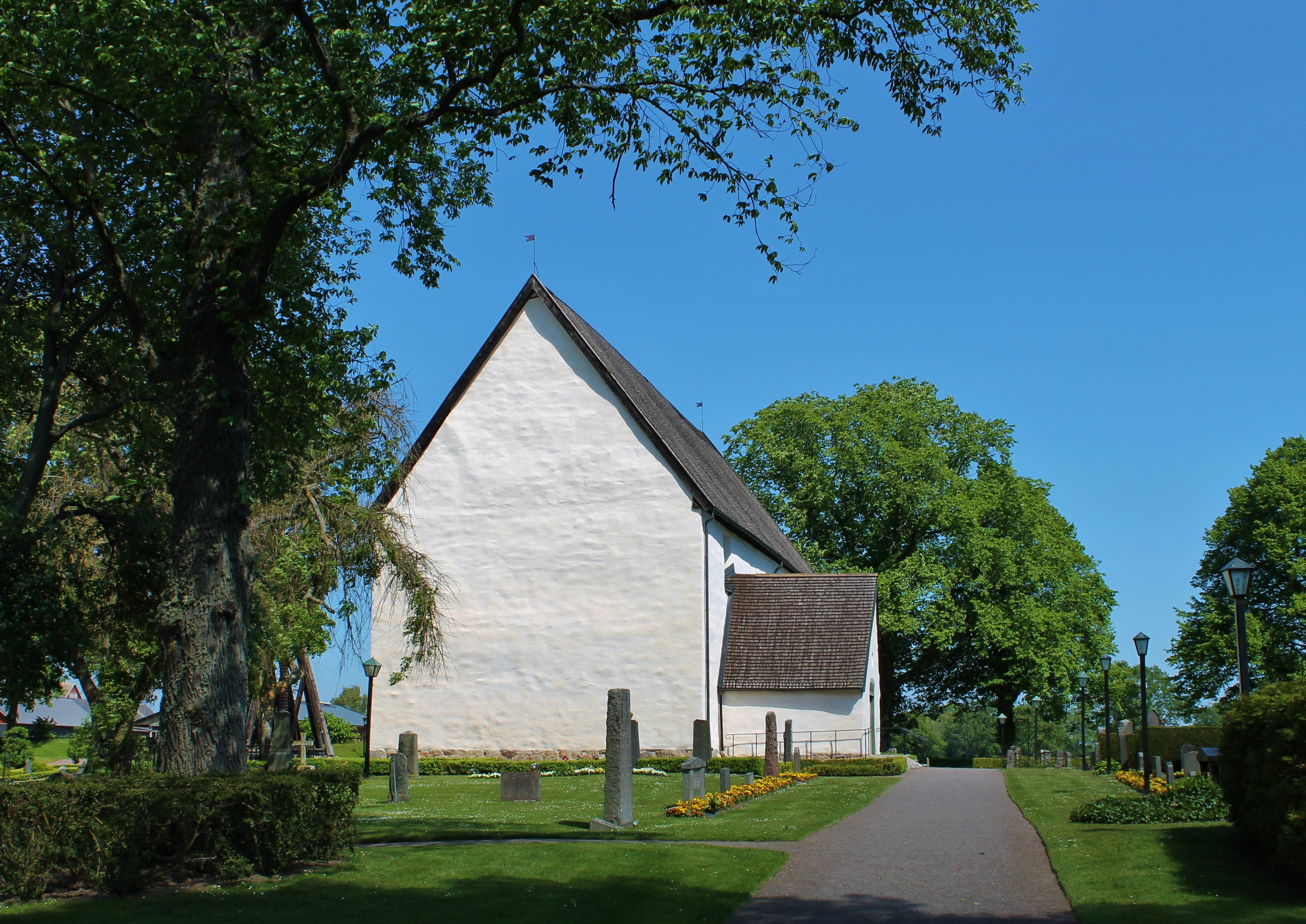
Exteriör från väster
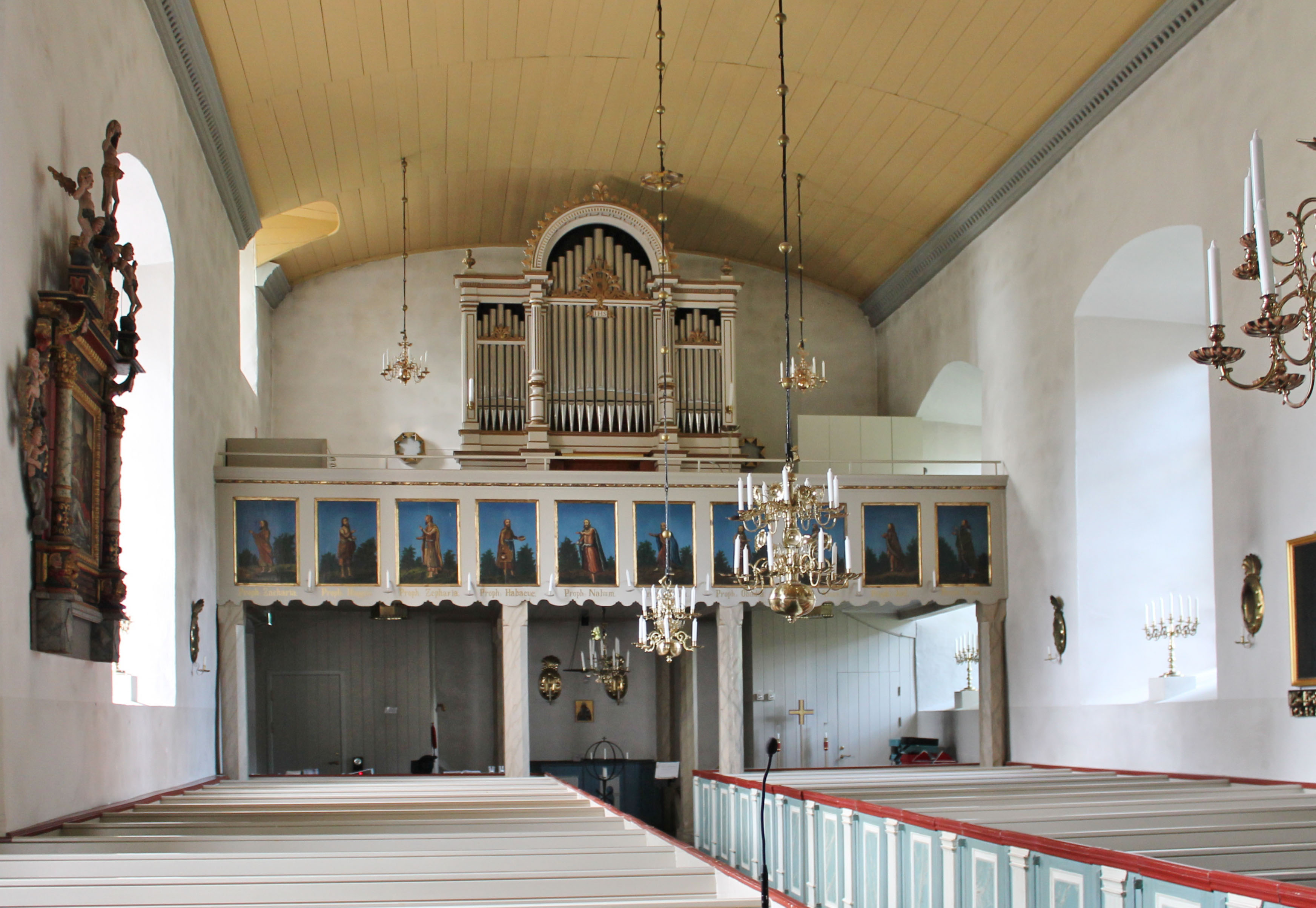
Interiör mot väster
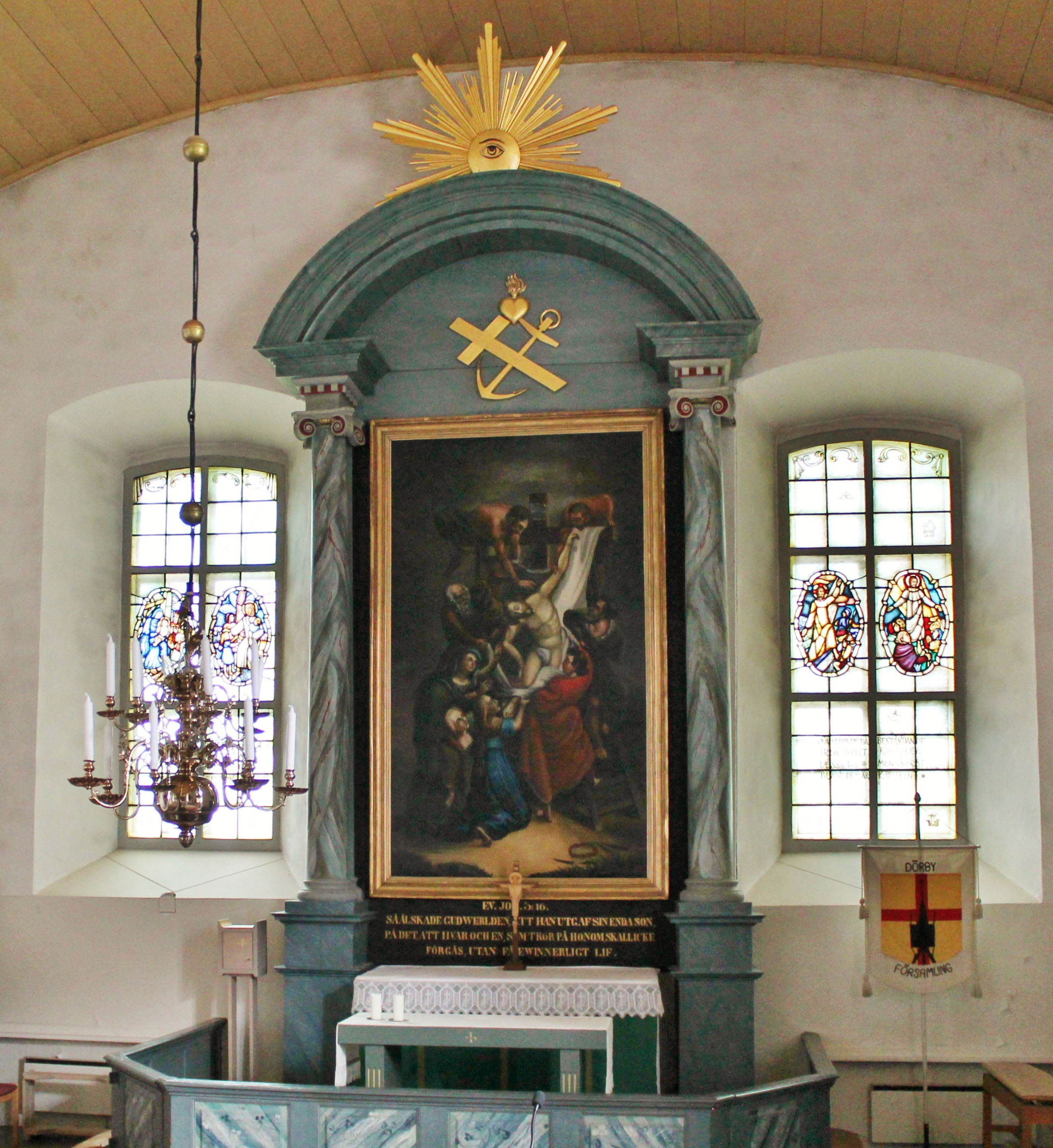
Koret med Lindbloms altartavla
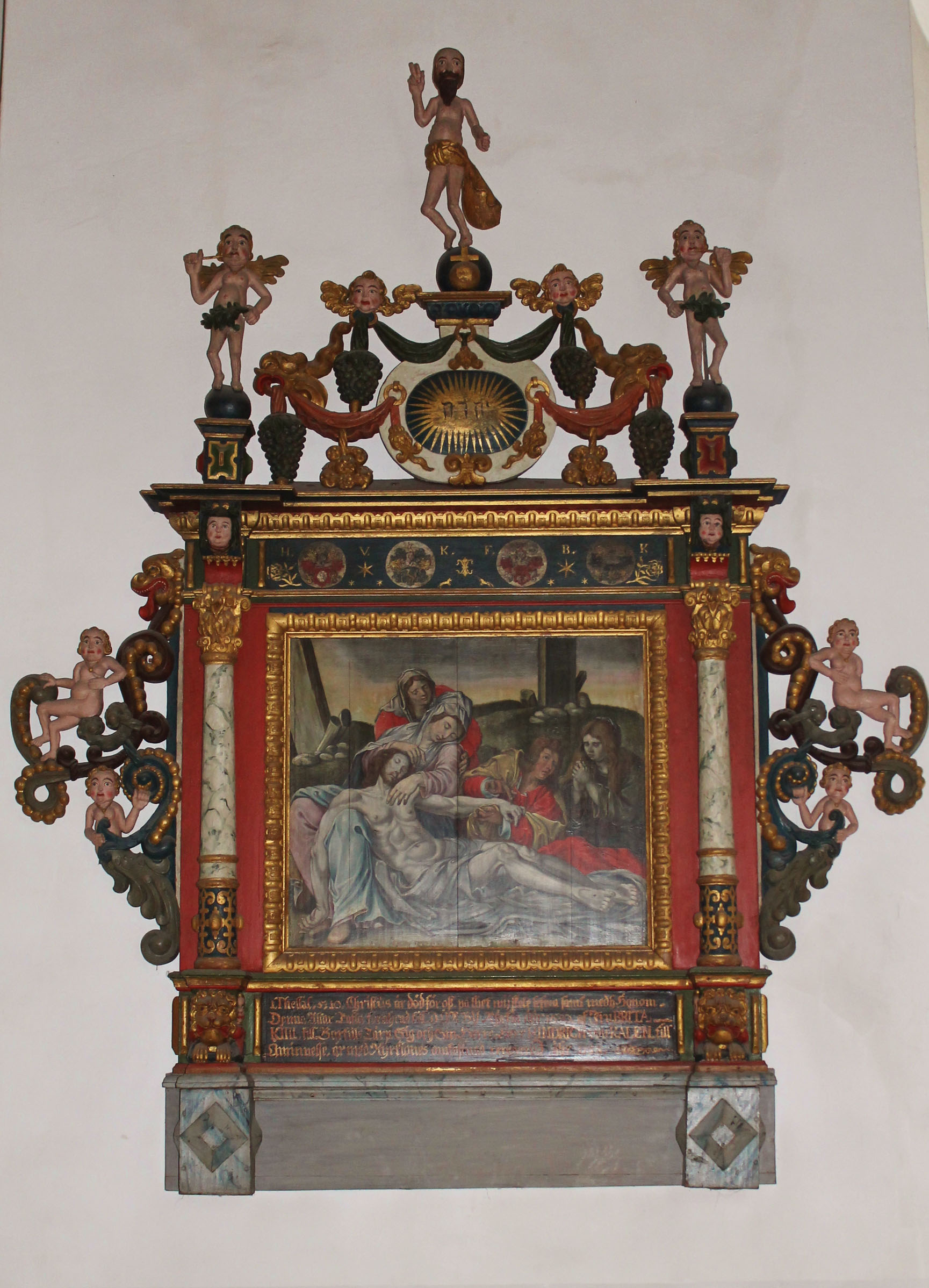
Altaruppsats från 1650
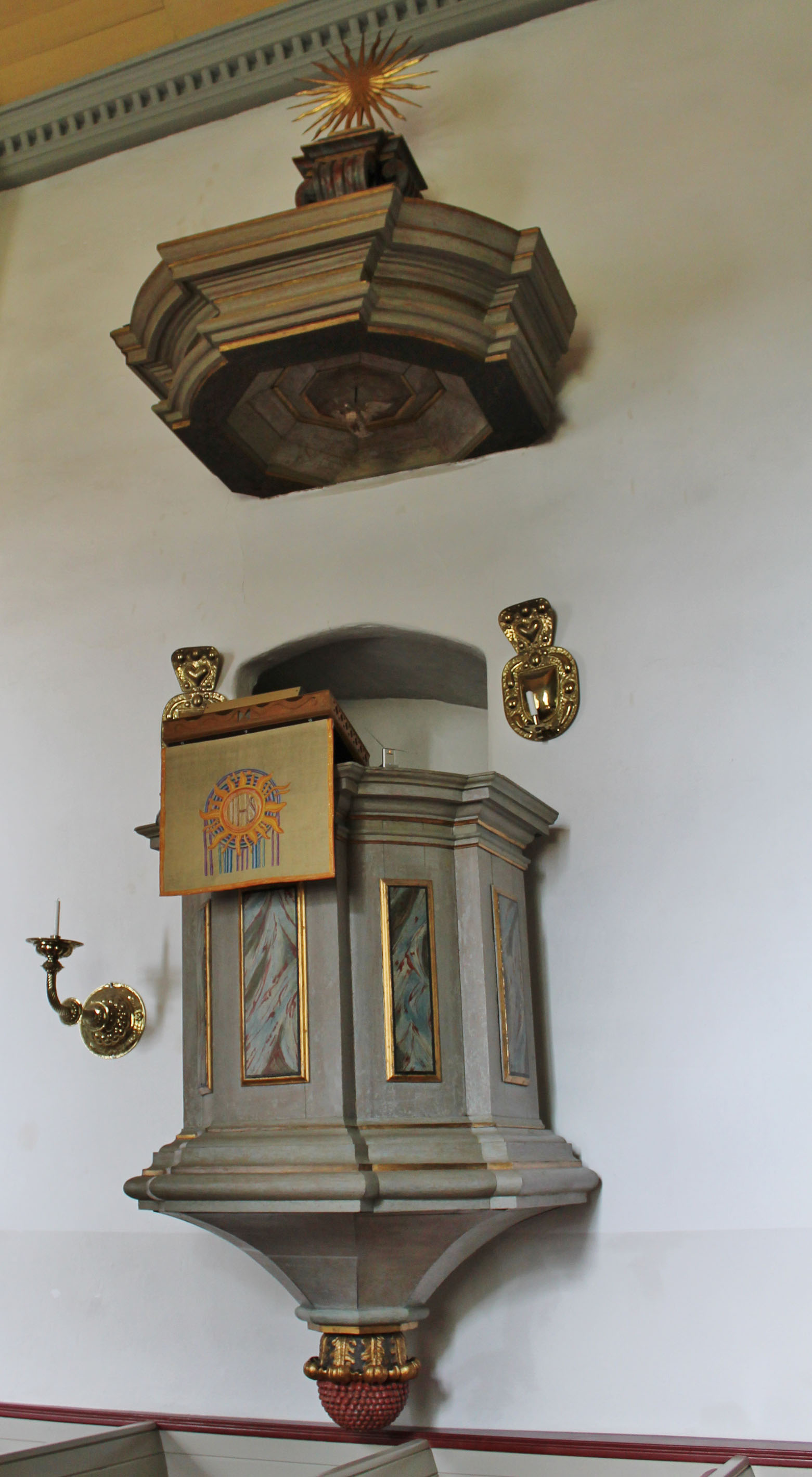
Predikstolen
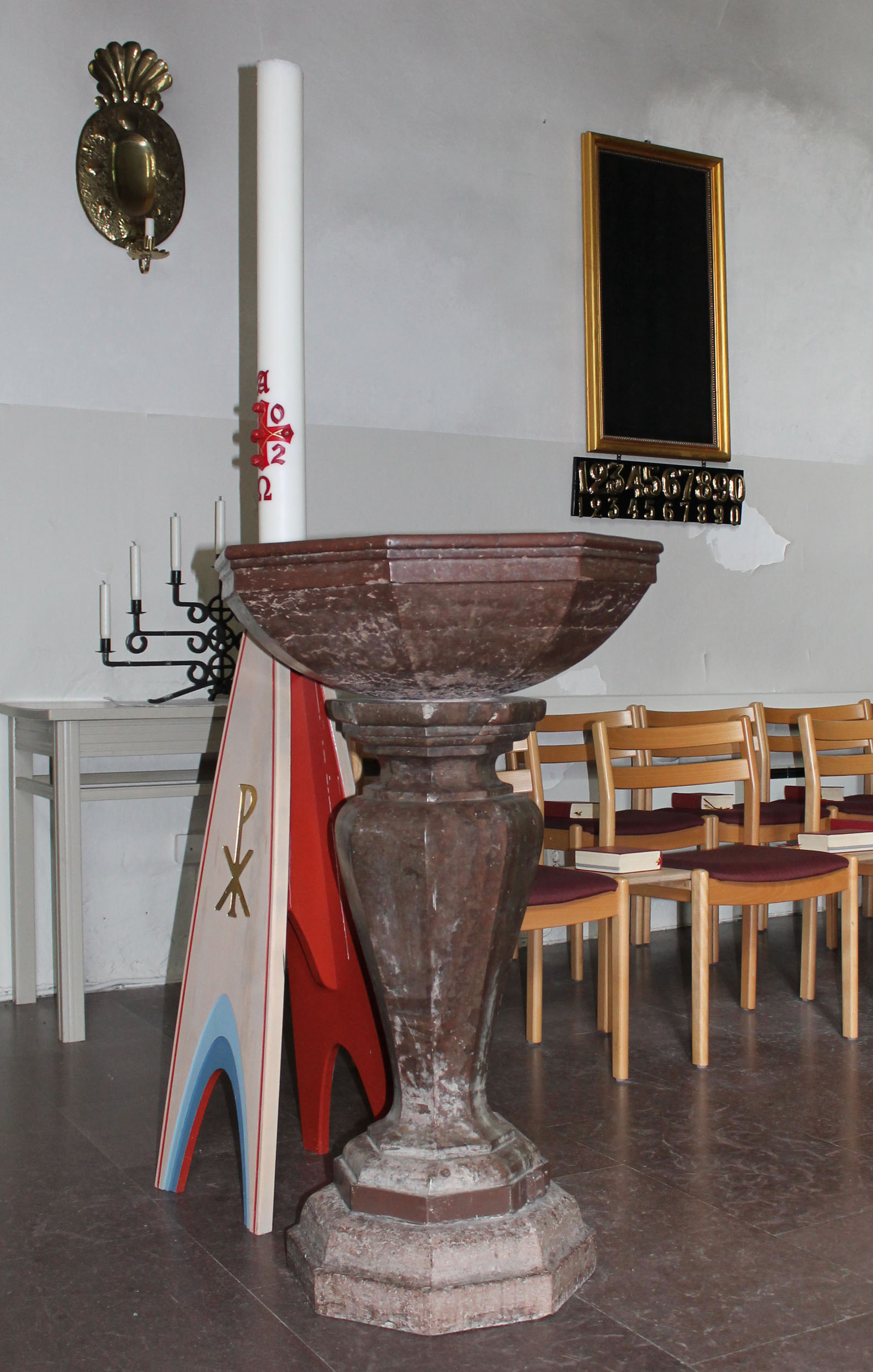
Dopfunt 1600-talet
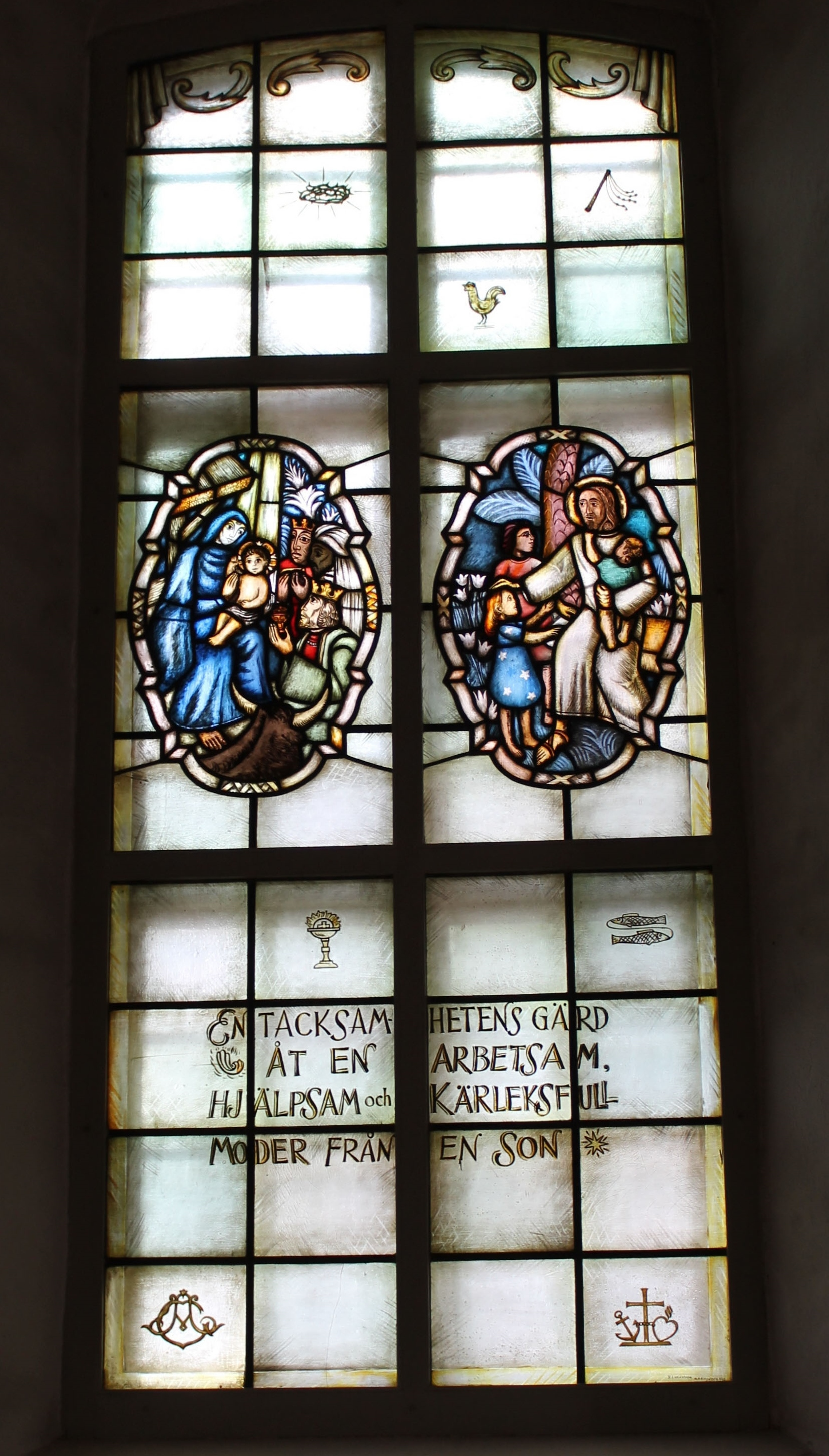
Korfönster
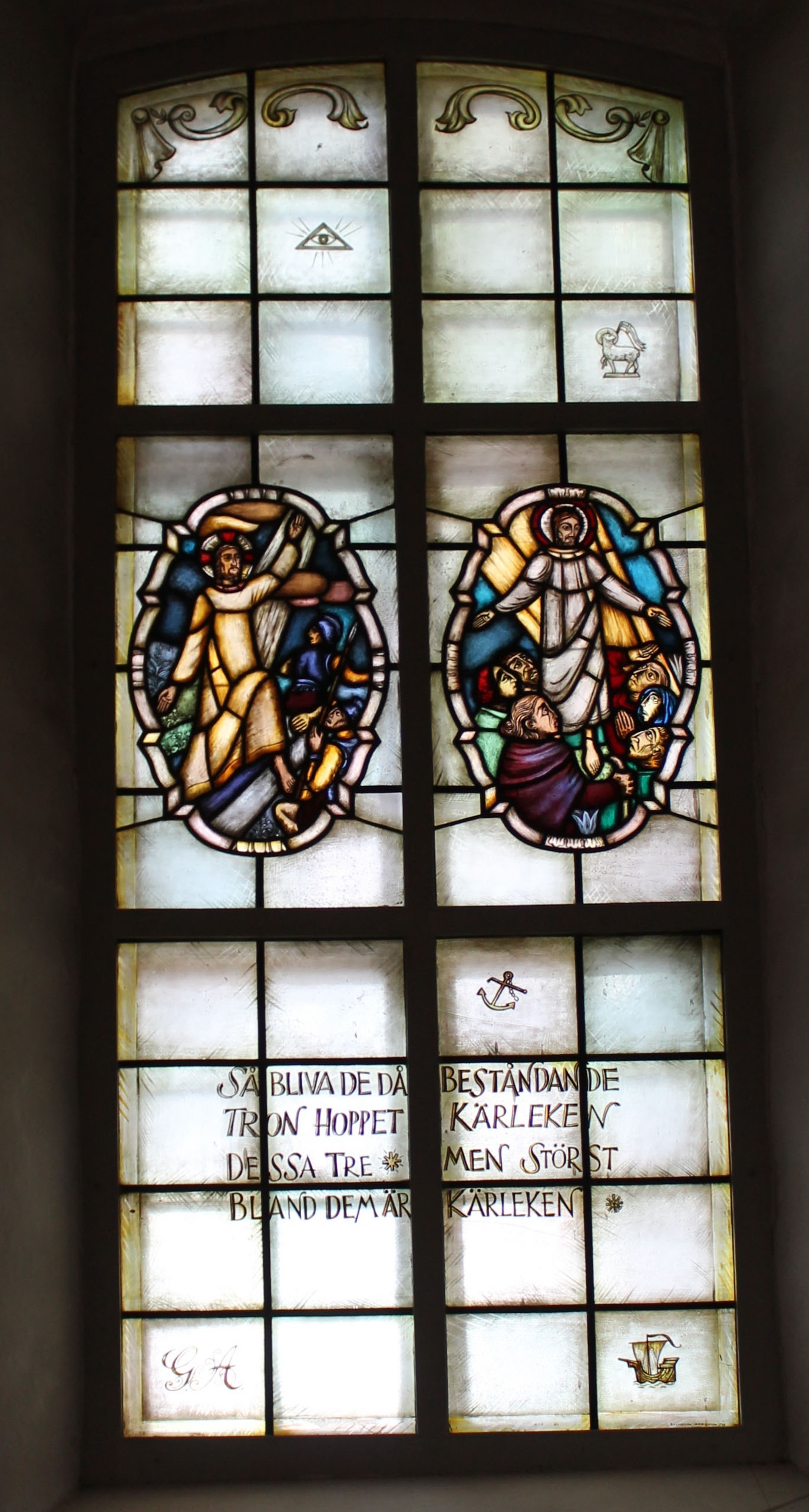
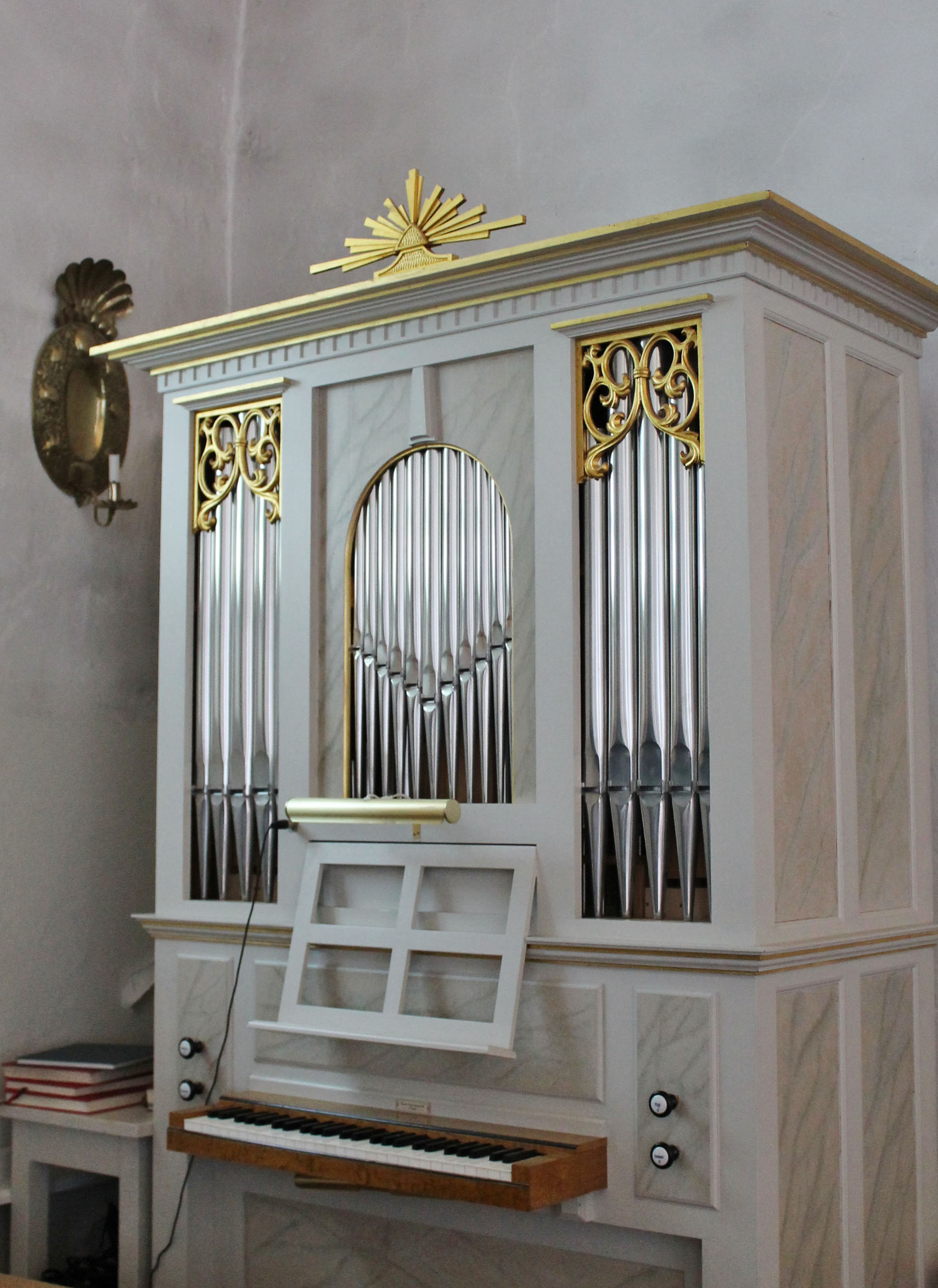
Kororgeln
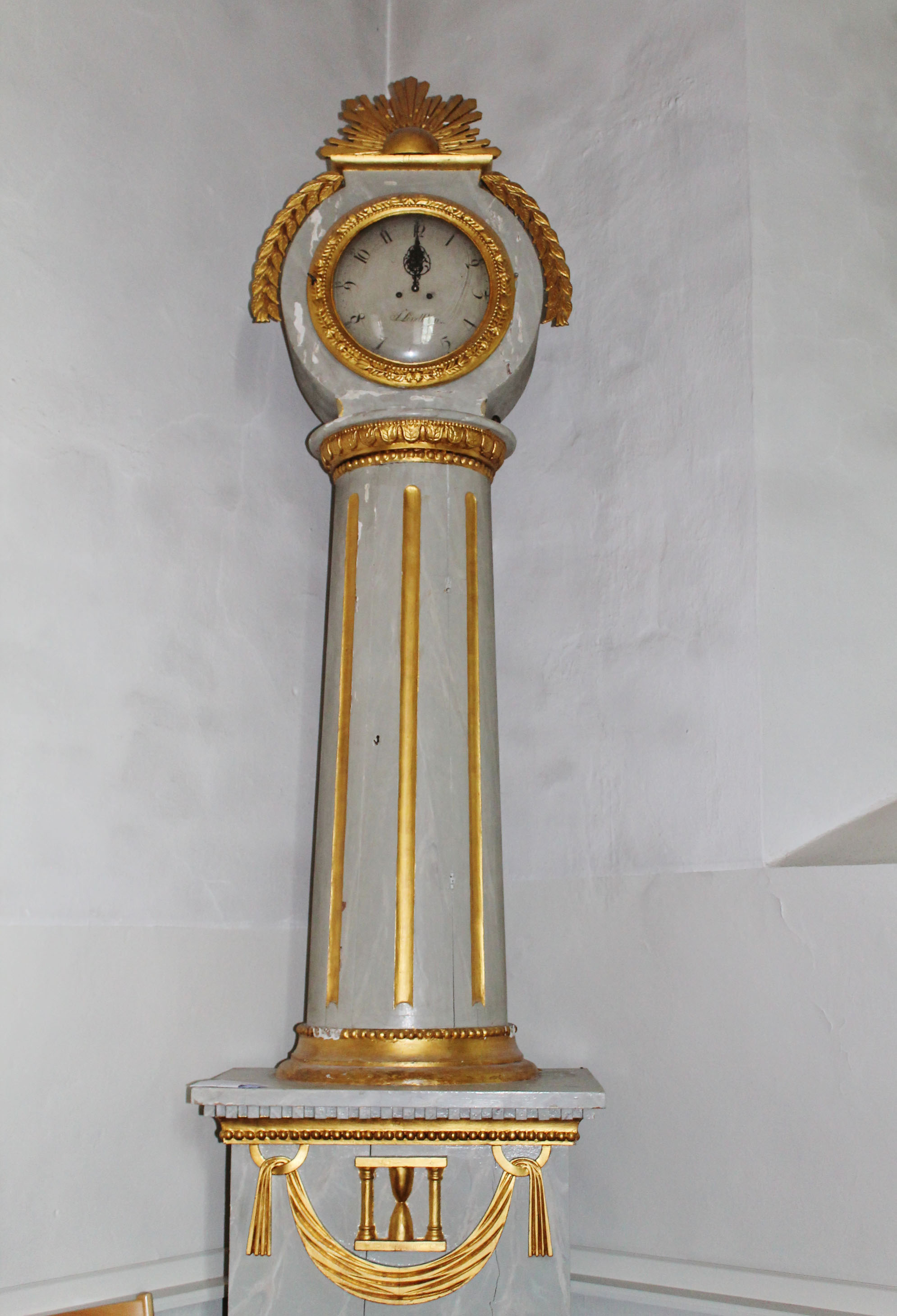
Golvur

## Orgel

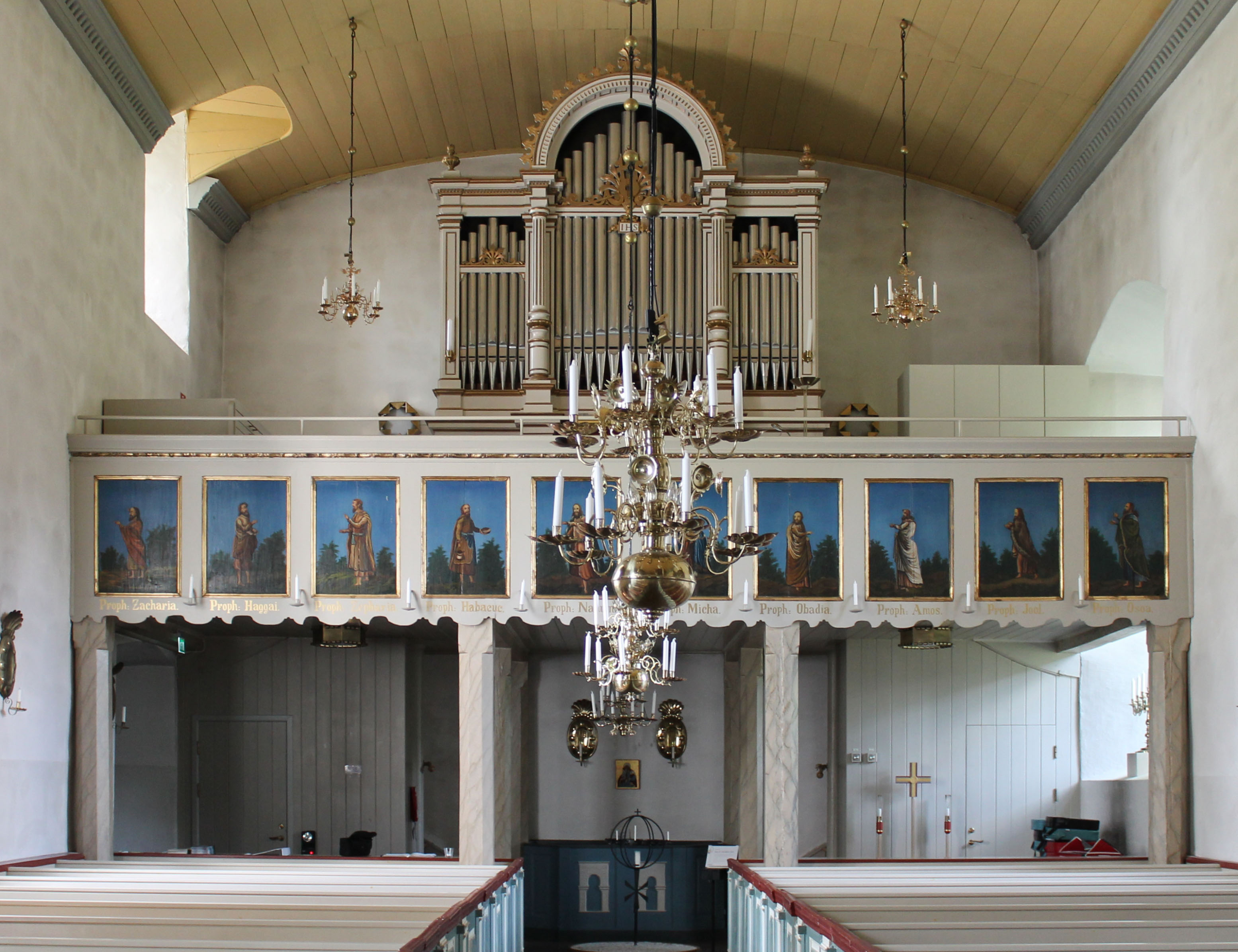
Orgeln med H. Zettervalls fasad

### Läktarorgel
- 1895 byggdes en orgel av E. A. Setterquist & Son, Örebro. Den hade 12 stämmor.

- En ny mekanisk orgel byggdes 1963 av Olof Hammarberg, Göteborg.[2] Originalfasad efter ritningar av Helgo Zettervall.

Disposition:
| Huvudverk I   | Svällverk II      | Pedal        | Koppel |
| Gedackt 8'    | Rörflöjt 8'       | Subbas 16'   | I/P    |
| Principal 4'  | Gedacktflöjt 4'   | Principal 8' | II/P   |
| Hålflöjt 4'   | Principal 2'      | Flöjt 4'     | II/I   |
| Qvinta 2 2/3' | Nasat 1 1/3'      | Trumpet 4'   |        |
| Gemshorn 2'   | Sesquialtera 2 ch |              |        |
| Mixtur 3 ch   | Scharf 2 ch       |              |        |
| Regal 8'      | Cresendosvällare  |              |        |

### Kororgel
1993 byggde Ålems Orgelverkstad en kororgel med 4 stämmor.